# ایل (نور)
ایل، روستایی است از توابع بخش بلده شهرستان نور در استان مازندران ایران.

## جمعیت
این روستا در بخش بلده قرار دارد و براساس سرشماری مرکز آمار ایران در سال ۱۳۹۵، جمعیت آن ۱۰۷ نفر (۵۳ خانوار) بوده‌است. مردم ایل از قومیت طبری هستند که ریشه آن به قوم آمارد و قوم تپوری می‌رسد. مردم ایل به زبان طبری (مازندرانی) و گویش کجوری سخن میگویند.